# Gran Premio (Giuliano Palma)
Gran Premio è il primo album in studio del cantautore italiano Giuliano Palma, pubblicato nel 2002 dalla Sony Music.
Il disco ha venduto oltre 20 000 copie durante l'anno.

## Tracce
1. Musica di musica – 4:15
2. Viaggio solo – 5:52
3. Sei sempre qui – 4:42
4. Stella – 4:05
5. Ancora grazie – 5:14
6. Non mi guardare così – 4:56
7. Girati e perdonami – 4:48
8. Lei – 4:23
9. Ma tu – 4:50
10. La notte – 4:49
11. Best Friends – 0:57
12. Stay Free – 4:02

## Formazione
- Giuliano Palma – voce, chitarra
- Patrick Benifei – pianoforte, tastiera, cori
- Marco Fior – tromba

## Classifiche
| Classifica (2002) | Posizione massima |
| ----------------- | ----------------- |
| Italia            | 22                |